# Rush (série télévisée, 1974)
 (mai 2018).
Si vous disposez d'ouvrages ou d'articles de référence ou si vous connaissez des sites web de qualité traitant du thème abordé ici, merci de compléter l'article en donnant les références utiles à sa vérifiabilité et en les liant à la section « Notes et références ».
Pour les articles homonymes, voir Rush.
Rush est une série télévisée australienne en 26 épisodes de 50 minutes en noir et blanc puis en couleur produite par Australian Broadcasting Corporation entre 1974 et 1976.
La deuxième saison de cette série a été diffusée à partir du 28 novembre 1976 sur Antenne 2.

## Synopsis
L'action se situe dans l'Australie de la ruée vers l'or au Victoria dans les années 1850 (d'où le nom « rush », ruée en anglais).
La série narre les aventures du sergent Robert McKellar (John Waters) flanqué, pour la seconde saison, d'un adjoint français, le caporal Émile Bizard (interprété par Alain Doutey), dont l'une des tâches est de protéger les intérêts des compagnies minières.

## Diffusion
La série a été présentée en Australie au cours des années 1974-1976.
La deuxième saison a été diffusée sur Antenne 2 le dimanche soir à partir du 28 novembre 1976, dans le cadre de l'émission de Jacques Martin, Bon Dimanche.
Cette deuxième saison a été coproduite par Antenne 2, ce qui explique la présence d'un acteur français (il s'agit de la première coproduction entre l'Australie et la France). Elle a été rediffusée en début d'après-midi à la fin des années 1980, toujours sur Antenne 2.

## Tournage
La première saison, filmée en noir et blanc, a été tournée à Melbourne, l'action se passant dans la ville fictive de Crocker's Gully. Pour la seconde saison, filmée en couleurs, l'équipe se délocalise à Sydney, le scénario étant cette fois situé à Turon Springs dix ans plus tard.
Une troisième saison en projet n'a pas vu le jour.

## Musique
Le thème musical du générique est signé George Dreyfus, sur un arrangement de Brian May.

## Fiche technique
- Principaux réalisateurs : Frank Charles Arnold, David Zweck
- Scénario : James Davern, Colin Free, Ted Roberts
- Production : Australian Broadcasting Corporation, Antenne 2, Scottish-Global Enterprises, Portman Productions
- Distribution : Amalgated Global Television
- Musique : George Dreyfus, Brian May
- Pays : Australie
- Langue : anglais
- Dates de tournage : 1974-1976
- Durée : 26 × 50 minutes

## Distribution
- John Waters : Sergeant Robert McKellar (Deux saisons)
- Alain Doutey : Constable Émile Bizard (2e saison)
- Vincent Ball : Superintendant James Kendall (2e saison)
- Jane Harders : Jessie Farrar (2e saison)

## Édition VHS et DVD
Pour des questions de droits limités, la série n'a pas fait l'objet d'une édition en DVD, ni en Australie ni en France.